# HMS Orlando (1886)
Den engelske panserkrydser Orlando var bygget af stål, og Orlando-klassen på syv skibe var større udgaver af den beskyttede krydser Mersey, men forsynet med sidepanser. Sammenlignet med den foregående Imperieuse-klasse var sejlrigningen droppet fra starten, og det kom der nogle langt mere vellykkede skibe ud af. Imidlertid indtraf der samme problemer som under bygningen af den klasse, i og med at skibene blev tungere end planlagt, og dermed kom til at ligge dybere i vandet, hvorved sidepanseret blev næsten værdiløst. I Royal Navy tog man konsekvensen af denne udvikling og byggede ikke flere krydsere med sidepanser (dvs. panserkrydsere) i en periode på næsten 10 år.
På deres prøvetogter var alle skibene hurtigere end de bestilte 18 knob, idet de nåede mellem 18,8 knob (Australia) og 19,4 knob (Undaunted).
Orlando var det tredje og sidste skib i den britisk flåde med dette navn. Orlando er egentlig den italienske udgave af "Roland" og dermed ret sjældent i Storbritannien, men har dog lagt navn til en af hovedpersonerne i William Shakespeare's Som man behager.

## Tjeneste
Orlando var flagskib for flådestyrken i Australien fra 1892 til 1895. I 1899 blev den sendt til eskadren i Kina, og da Bokseroprøret brød ud i 1900 deltog en del af besætningen i et forgæves forsøg på at undsætte de belejrede europæerne i Peking. Orlando blev solgt i 1905.